# James Ross Strait
James Ross Strait är ett sund i Kanada.   Det ligger i territoriet Nunavut, i den nordöstra delen av landet, 2 900 km nordväst om huvudstaden Ottawa.